# (2790) Needham
(2790) Needham ist ein Asteroid des Hauptgürtels, der am 19. Oktober 1965 am Purple-Mountain-Observatorium in Nanjing entdeckt wurde.
Benannt ist der Asteroid nach dem britischen Sinologen Joseph Needham.